# Književnost u 1948.
◄◄ | ◄ | 1945. | 1946. | 1947. | 1948.  | 1949. | 1950. | 1951. | ► | ►►
Arhitektura • Astronautika • Astronomija • Biologija • Film • Fotografija • Glazba • Kazalište • Kemija • Kiparstvo • Knjige • Književnost • Kršćanstvo • Meteorologija • Medicina • Planinarstvo • Politika • Pravo • Promet • Slikarstvo • Strip • Šport • Televizija • Znanost • Zrakoplovstvo • Željeznički promet
Književnost u 1948.

## Svijet

### Nagrade i priznanja
- Nobelova nagrada za književnost:

## Hrvatska i u Hrvata

### Rođenja
- 6. kolovoza – Goran Tribuson, hrvatski prozaist, akademik i scenarist

### Smrti
- 13. svibnja – Milan Begović, hrvatski književnik, kazališni djelatnik i prevoditelj (* 1876.)

## Vanjske poveznice
|  | Zajednički poslužitelj ima još gradiva o temi Književnost u 1948. |